# Luis Urdaneta
Luis Urdaneta Farías (Maracaibo, Capitanía General de Venezuela, 24 de octubre de 1768-Ciudad de Panamá, 27 de agosto de 1831) fue un militar venezolano que participó en varias campañas de las guerras de independencia hispanoamericanas. Luego de formar parte de las tropas fieles al rey español, fue separado por sus ideales independentistas. Participó y tuvo protagonismo como prócer de la independencia de Guayaquil. Luchó en varias batallas bajo el mando del mariscal Antonio José de Sucre en la Campaña del Sur y en la Guerra grancolombo-peruana. Se insurreccionó contra las pretensiones de Juan José Flores de separar el Distrito del Sur de la Gran Colombia.

## Biografía

### Primeros años
Nació en la ciudad de Maracaibo en 1768, y fue hijo de José de Urdaneta Barrenechea y Troconís, y de Francisca Farías por tanto sobrino del general Rafael Urdaneta. Tuvo una buena condición social, por lo cual ingresó con facilidad como cadete en el Batallón de Milicias de Blancos de Maracaibo, en donde inició su carrera militar. Debido a su gran desempeño, fue en lo posterior asignado al distinguido batallón realista Primero de Numancia, el cual a su vez estaba destinado a acantonarse en el Perú. Sin embargo, a mediados de 1820, las autoridades españolas en Lima descubrieron que Urdaneta simpatizaba con las emergentes ideas independentistas y lo separaron del batallón, y lo obligaron a volver a Venezuela junto con sus compatriotas, Miguel de Letamendi y León de Febres Cordero, quienes habían sido expulsados por las mismas razones.

### En Guayaquil y Campaña del Sur
El bergantín angloamericano Tiber, que conducía a los tres venezolanos deportados del Batallón Numancia, arribó a la ciudad de Guayaquil haciendo escala y permaneciendo allí varios días. Urdaneta, junto a sus compatriotas, hicieron amistades con varios guayaquileños que compartían sus ideas independentistas. José de Antepara invitó a los tres venezolanos a una fiesta en la casa de José de Villamil para el 1 de octubre de 1820, la cual enmascaraba una reunión secreta de conspiración emancipadora denominada Fragua de Vulcano.
En la madrugada del 9 de octubre de 1820, Urdaneta junto a Lorenzo de Garaycoa, Francisco de Paula Lavayen, Antonio Elizalde y otros voluntarios se dirigieron al Cuartel Daule, el cual se encontraba bajo el mando del comandante realista Joaquín Magallar. Después de tomar el control del cuartel, se dirigió a la batería Las Cruces, al sur de la ciudad, para capturarla. Para la mañana del 9 de octubre, Guayaquil consiguió su independencia.
Luego de la revolución guayaquileña, instaurada la primera Junta de Gobierno, Urdaneta fue ascendido al grado de teniente coronel y fue nombrado como comandante de las tropas de la Provincia Libre de Guayaquil, con el objetivo de salvaguardar la emancipación y planificar las futuras campañas contra los realistas en la serranía ecuatoriana. Las fuerzas guayaquileñas de la División Protectora de Quito, dirigidas por los aún bisoños Urdaneta y Febres Cordero, lograron la victoria en la batalla de Camino Real (9 de noviembre), pero sufrieron una grave derrota en la Primera Batalla de Huachi (22 de noviembre), y culparon de su derrota al mayor peruano Hilario Álvarez, pero este luego del juicio fue luego liberado de los cargos y la responsabilidad del mal mando cayó sobre los comandantes Urdaneta y Febres Cordero. La llegada del general Antonio José de Sucre a Guayaquil sirvió para reagrupar las fuerzas guayaquileñas con apoyo colombiano. Urdaneta se enfiló nuevamente como oficial subalterno. Participó en la batalla de Pichincha, el 24 de mayo de 1822, y luego siguió bajo el mando de Sucre a través de la campaña en el Perú, tomando partida en la batalla de Junín y en la toma de Lima.

### Gran Colombia e inicios del Estado de Ecuador
Luego de la independencia total sudamericana del dominio español, Urdaneta obtuvo el grado de general. Todavía bajo las órdenes de Sucre, participó en la batalla del Portete de Tarqui, en medio de la Guerra grancolombo-peruana, en la cual el Mariscal Sucre le encomienda la misión de hostigar los puntos más avanzados de los peruanos llegados a los campos de Tarqui. La misión fue exitosa, en la cual arremetió ferozmente contra los peruanos obligándolos a retirarse hasta la población de Saraguro, a la que incendió por ayudar a la invasión.
Para 1830, el general venezolano Juan José Flores iniciaba la separación del Distrito del Sur de la Gran Colombia, de lo cual a posterior nacería el Estado de Ecuador. Urdaneta  el 28 de noviembre, se insurreccionó contra Flores, buscando el apoyo de batallones ubicados en Guayaquil y Samborondón. El 2 de diciembre, inició junto a Villamil las insurrecciones en la serranía andina en contra de Flores, en pos de los ideales grancolombianos, llegando a enfrentarse a Flores en las cercanías de ciudad de Ambato. Sin embargo, tras enterarse de la muerte del libertador Simón Bolívar, Urdaneta depuso las armas.
Luego de terminar su insurrección, el general Flores le proporcionó una escolta que lo conduciría hasta la isla Puná, y desde allí zarpó por vía marítima hasta Panamá. Al cabo de poco tiempo de llegar a Panamá participó en un movimiento revolucionario para separar Panamá del resto de la Gran Colombia, el cual fracasó. Urdaneta fue capturado y, posteriormente, fusilado el 27 de agosto de 1831.